# Aero A-100
L'Aero A-100 fu un bombardiere leggero e aereo da addestramento monomotore biplano sviluppato dall'azienda aeronautica cecoslovacca Aero Vodochody nei primi anni trenta.
Ultimo modello della famiglia originata dall'Aero A-11, gli A-100 rimasero in servizio prima, durante e dopo il termine della Seconda guerra mondiale, nei reparti della cecoslovacca Češkoslovenske Vojenske Letectvo e, nel periodo bellico, nella slovacca Slovenské vzdušné zbrane e marginalmente nella tedesca Luftwaffe.

## Storia del progetto
Nel 1932 la Češkoslovenske Vojenske Letectvo (ČVL), l'aeronautica militare cecoslovacca, emise una specifica per la fornitura di un nuovo velivolo atto a sostituire in un unico modello, i ruoli ricoperti dagli Aero A-11, Letov Š-16 e Aero Ap-32 allora in servizio. Alla richiesta risposero due aziende aeronautiche nazionali: la Aero Vodochody e la ČKD-Praga.
La Aero Vodochody avviò lo sviluppo del nuovo modello, indicato come A-100, affidandolo al proprio capoprogettista ingegnere Antonín Husník, il quale basandosi sull'ultima evoluzione del multiruolo Aero A-30, l'A-430, ne mantenne l'impostazione generale, un biplano biposto a carrello fisso, ma introducendo numerose migliorie che diedero all'A-100 un aspetto sostanzialmente diverso dal suo predecessore.
Il prototipo venne portato in volo per la prima volta nel maggio 1933 quindi presentato al pubblico al Salone aeronautico di Praga, tenutosi presso le strutture dell'Aeroporto di Praga-Kbely, nel settembre di quello stesso anno. Sottoposto alla valutazione di una commissione esaminatrice, il velivolo venne giudicato bisognoso di alcuni miglioramenti e rinviato all'azienda; dato però che l'unico modello concorrente, il Praga E-36, era oramai evidente non riuscisse ad essere ultimato nei tempi previsti, il 18 ottobre il governo cecoslovacco sottoscrisse un contratto di fornitura con la Aero Vodochody per un primo lotto di 11 esemplari. A questo, dopo la consegna dei velivoli a reparti operativi, ne seguì un secondo per 33 velivoli portando il totale complessivo prodotto a 44 unità.

## Impiego operativo
Il primo lotto di A-100 iniziò ad essere consegnato ai reparti della Češkoslovenske Vojenske Letectvo nel luglio 1934, utilizzato nel ruolo di bombardiere leggero fino all'estate del 1937, venendo progressivamente sostituito dal più recente Aero Ab-101, mentre nei reparti di ricognizione aerea rimase in servizio fino all'autunno del 1938.
In seguito all'Occupazione tedesca della Cecoslovacchia e la seguente dissoluzione in Protettorato di Boemia e Moravia, annessa alla Germania nazista e Repubblica Slovacca, quest'ultima, formalmente uno stato autonomo, costituì una sua nuova aeronautica militare, la Slovenské vzdušné zbrane, dove confluirono gli A-100 ancora in condizioni operative relegati a compiti di seconda linea, nelle scuole di volo nel ruolo di aereo da addestramento.
Risulta anche che qualche esemplare fosse stato valutato dalla Luftwaffe la quale, ritenendolo superato, lo assegnò anch'essa alle scuole di volo.

## Utilizzatori
Cecoslovacchia
- Češkoslovenske Vojenske Letectvo

 Germania
- Luftwaffe

 Slovacchia
- Slovenské vzdušné zbrane